# SWF4 Rheinland-Pfalz
SWF4 war das erste eigenständige Hörfunkprogramm des Südwestfunks (SWF) allein für Rheinland-Pfalz. Es existierte vom 1. Dezember 1991 bis zum 30. August 1998; sein Nachfolger ist SWR4 Rheinland-Pfalz.

## Geschichte
Als erste Rundfunksendeanlage im Gebiet des heutigen Rheinland-Pfalz ging im Februar 1928 der Nebensender Kaiserslautern der Deutschen Stunde in Bayern in Betrieb (1934 Frankfurt, 1936 Saarbrücken zugeordnet). Für die Südwestdeutsche Rundfunkdienst AG wurde 1928 zunächst nur als Hörfunkstudio eine sogenannte Besprechungsstelle im rheinhessischen Mainz eingerichtet, die in der Folgezeit kaum in Erscheinung trat. Im Gebiet der Rheinprovinz folgte im Februar 1933 der Sender Trier (September 1936 wieder geschlossen), dann im April 1935 der Sender Koblenz, der sich nach Ende des Zweiten Weltkriegs am 14. Oktober 1945 wieder als Radio Koblenz meldete und 1946 mit Radio Freiburg im Südwestfunk aufging. SWF1 und SWF2 hatten Programmfenster für Rheinland-Pfalz. Im Rahmen des Kabelpilotprojekts Ludwigshafen startete 1984 Radio Weinstraße als erster privater Hörfunksender, 1986 folgte landesweit die Anbietergemeinschaft um RPR. Am 1. Dezember 1991 meldete sich die neue SWF-Landeswelle mit der Ansage „Südwestfunk Mainz, SWF4“. Nur wenige Tage später gab es Konkurrenz durch den Schlagersender RPR2 (bis 2003). Im Zuge der Fusion von SWF und SDR wurde SWF4 am 30. August 1998 zu SWR4 Rheinland-Pfalz.

## Programm
Obwohl es musikalisch gleich ausgerichtet war wie S4 Baden-Württemberg, war der Wortanteil wesentlich höher. SWF4 veranstaltete täglich von 5 bis 24 Uhr ein eigenes Programm und wurde nach der Senderfusion 1998 unter dem Namen SWR4 Rheinland-Pfalz fortgeführt. In der Nacht übertrug SWF4 das ARD-Nachtprogramm.
Insbesondere SWF1 nutzte die Einführung von SWF4 Rheinland-Pfalz, um sein Programm deutlicher als Pop- und Oldiewelle zu positionieren. Deutscher Schlager und volkstümliche Musiksendungen (Schlagerparade aus Mainz) wanderten zügig ins vierte Programm ab.
SWF4 schaltete mehrmals täglich in seine Regionalstudios in Koblenz, Trier, Kaiserslautern und Mainz.

## Programmschema

### Montag bis Freitag
| 0:05  | ARD-Nachtexpress                                                                | ARD-Nachtexpress                           |
| 4:05  | ARD-Radiowecker                                                                 | ARD-Radiowecker                            |
| 5:05  | Guten Morgen aus Mainz                                                          | Guten Morgen aus Mainz                     |
| 6:57  | Morgengruß                                                                      | Morgengruß                                 |
| 9:05  | Radioladen                                                                      | Radioladen                                 |
| 12:05 | Rheinland-Pfalz-Echo                                                            | Rheinland-Pfalz-Echo                       |
|       | 12:45 Pfalz aktuell aus Kaiserslautern                                          |                                            |
|       | 12:45 Trier aktuell (ab 3. April 1995)                                          |                                            |
|       | 12:45 Rheinland aktuell aus Koblenz (12:52 Hunsrück aktuell, ab 4. Januar 1993) |                                            |
|       | 12:45 Rheinhessenwelle aus Mainz (zuvor ab 1. Juli 1988 auf SWF1)               |                                            |
| 13:05 | Wünsch Dir was Glückwünsche und viel Musik                                      | Wünsch Dir was Glückwünsche und viel Musik |
| 15:05 | Radiotreff                                                                      | Radiotreff                                 |
|       | 16:45 Pfalz aktuell aus Kaiserslautern                                          |                                            |
|       | 16:45 Trier aktuell                                                             |                                            |
|       | 16:45 Rheinland aktuell aus Koblenz                                             |                                            |
|       | 16:45 Rheinhessenwelle aus Mainz                                                |                                            |
| 17:05 | Fröhlicher Feierabend                                                           | Fröhlicher Feierabend                      |
| 19:45 | Blickpunkt                                                                      | Blickpunkt                                 |
| 20:05 | Guten Abend aus Mainz                                                           |                                            |
|       | Mo: Fröhlicher Alltag                                                           |                                            |
|       | Di: Randbemerkungen mit Musik                                                   |                                            |
|       | Mi: Seniorenradio                                                               |                                            |
|       | Do: Schlagerparade                                                              |                                            |
|       | 21:05 Wir bei euch                                                              |                                            |
|       | Fr: Mein Verein                                                                 |                                            |
| 22:05 | Spätlese                                                                        |                                            |

### Samstag
| 0:05  | ARD-Nachtexpress                                             | ARD-Nachtexpress                           |
| 4:05  | ARD-Radiowecker                                              | ARD-Radiowecker                            |
| 5:05  | Guten Morgen aus Mainz                                       | Guten Morgen aus Mainz                     |
| 6:57  | Morgengruß                                                   | Morgengruß                                 |
| 9:05  | Frohes Wochenende                                            | Frohes Wochenende                          |
| 12:05 | Rheinland-Pfalz-Echo                                         | Rheinland-Pfalz-Echo                       |
|       | 12:45 Pfalz aktuell aus Kaiserslautern                       |                                            |
|       | 12:45 Trier aktuell                                          |                                            |
|       | 12:45 Rheinland aktuell aus Koblenz (12:52 Hunsrück aktuell) |                                            |
|       | 12:45 Rheinhessenwelle aus Mainz                             |                                            |
| 13:05 | Wünsch Dir was Glückwünsche und viel Musik                   | Wünsch Dir was Glückwünsche und viel Musik |
| 15:05 | Singendes, klingendes Rheinland-Pfalz                        | Singendes, klingendes Rheinland-Pfalz      |
| 17:05 | Reisebüro                                                    | Reisebüro                                  |
| 18:05 | Musikantentreff                                              | Musikantentreff                            |
| 20:05 | Radioschau am Samstag                                        | Radioschau am Samstag                      |
| 22:05 | Kultur-Foyer                                                 | Kultur-Foyer                               |

### Sonntag
| 0:05  | ARD-Nachtexpress                           | ARD-Nachtexpress                           |
| 4:05  | ARD-Radiowecker                            | ARD-Radiowecker                            |
| 6:05  | Morgenmelodie                              | Morgenmelodie                              |
| 7:57  | Morgengruß                                 | Morgengruß                                 |
| 8:05  | Heimatmusikanten                           | Heimatmusikanten                           |
| 8:30  | Morgenläuten                               | Morgenläuten                               |
| 9:05  | Matinee                                    | Matinee                                    |
| 12:05 | Lieder, Leute, Landschaften                | Lieder, Leute, Landschaften                |
| 13:05 | Wünsch Dir was Glückwünsche und viel Musik | Wünsch Dir was Glückwünsche und viel Musik |
| 15:05 | Fröhlicher Sonntag 1                       | Fröhlicher Sonntag 1                       |
| 17:05 | Treffpunkt Sportplatz                      | Treffpunkt Sportplatz                      |
| 18:05 | Fröhlicher Sonntag 2                       | Fröhlicher Sonntag 2                       |
| 20:05 | Guten Abend aus Mainz – Musik nach Noten   | Guten Abend aus Mainz – Musik nach Noten   |
| 22:05 | Mainzer Musikmarkt                         | Mainzer Musikmarkt                         |